# Йома
Йома (также Ёма, Юма) — злая лесная ведьма в фольклоре коми. Позже контаминировалась с образом Полудницы (коми Сю Паладь, пöлöзнича), хозяйки полей и злаков. Имя восходит к фин. jumala «бог грома», карел. jomal «бог».

## Место в пантеоне и описание
Дочь бога-демиурга Ена и его жены. Сестра бога северного ветра Войпеля. Мать дочери Йомы-ныы, реже мохнатых многоголовых сыновей. Жена либо Ворсы либо людоеда Гундыра, либо Кудряша.
В мифологии коми Йома носила отрицательный характер. Она была воплощением болезни, смерти, разложения.
Внешний вид Йомы вызывал отталкивающий вид: зубы и ногти из железа, слепа, но взамен развиты другие органы чувств.
Она имела мохнатые глаза, длинный нос, ниспадающий к полу. Сидела на трех, шести, реже на девяти стульях, притом, что задница ещё и по краям свешивалась.
В первоначальные времена Йома вместе со своей матерью и братом жили на небе, но коварный Омоль сбросил их на землю. Финно-угры в акте падения усматривали и моральный аспект. Йома стала покровительницей подземных и демонических существ, а в сказках коми она становится хозяйкой подводного мира.
В русском фольклоре близка к Бабе Яге.

## Ёма (Йома) в фольклоре коми
В фольклоре коми-зырян и коми-пермяков образ Йомы представлен очень красочно.
Главной особенностью в мифах финно-угров о злых духах и силах является то, что с помощью хорошей работы можно заручиться их расположением и поддержкой.
Йома также является покровительницей женского ремесла. С ней связан ряд сказок на тему ткачества и прядения. Она является владелицей всех прялок, клубков, вязальных игл, мотков пряжи. Йома может дать их, а может и потребовать обратно как, например, в быличке о пользе труда и о пагубности лени.
Возможно, что изначально сущность Йомы происходила из темы посева, созревания и уборки злаков, выпечки хлебов. Также считалось, что она покровительствует флоре и фауне, живёт в дремучем лесу в лесной избушке на курьих ножках (или лосиных ногах).
Йома — хранительница огня. В коми-зырянских сказках к ней приходят за ним, но часто Йому саму сжигают в печи.
Йома любит питаться маленькими детьми. Таковы мотивы сказки о похищении маленькой девочки ростом с веретено.

### О пользе труда и о пагубности лени
Жила-была семья из отца, матери и дочери. Мать умирает и отец женится вновь. У мачехи тоже есть дочь, однако она не загружает её работой.
По отношению к бедной падчерице она сурова и издевается над ней. Однажды она приказала падчерице ополоснуть моток ниток в пруду, но вода оказалась так холодна, что та нечаянно выпустила клубок и он затонул. Мачеха велела достать моток во что бы то ни стало.
Благодаря старанию, усердию падчерицы, отзывчивости к окружающим, пройденным испытаниям, Йома, хозяйка преисподней и подводного мира, отдала ей моток ниток и подарила новый дом.
По возвращении падчерица вышла замуж за парня и стали они счастливо жить в новом доме.
Не понравилось это её мачехе. Решила она свою дочь-белоручку за приданым к Йоме отправить. Чтобы пальцы не замерзли от каленой воды, белоручка бросила моток ниток в воду и сама устремилась в глубины реки. Однако эгоизм белоручки не позволил ей пройти все испытания и жизненные трудности. Вернувшись домой, она нашла спаленной собственную хату.

### О похищении маленькой девочки
Однажды пришла Йома к родителям и угрозами сосватала своего сына в мужья девочки. Однако сына у неё не оказалось. Йома вознамерилась погубить её.
Сначала она послала её за шерстью к своим овцам. Её овцами оказались волки. Добрая старушка научила её, как избежать опасности.
Затем она решила погубить её, послав к своим коровам набрать молока. Но её коровами оказались медведицы. Снова добрая старушка научила, как выпутаться из сложной ситуации.
Тогда Йома посылает её к своей сестре за берестяным лукошком. Но добрая старушка почуяла неладное и дала девочке масло, крупу, гребень для волос, брусок и корзину со смолой.
Когда сестра Йомы пошла точить зубы, девочка бросилась к двери, которая не открывалась. Догадалась она смазать петли маслом и дверь открылась. Налетели на неё черные вороны, но и им она посыпала зерна.
Вернулась Йомина сестра из чулана, а девочки нет. Бросилась она в погоню.
Тогда девочка кинула ей под ноги гребень для волос и путь к ней преградил дремучий лес. Но пробралась через него Йомина сестра.
Девочка кинула брусок и за ней тот час стали подниматься горы. Пропилила сестра Йомы и горный кряж.
Последнее, что оставалось — корзина со смолой. И её кинула девочка, но перепутала слова заклинания. Вдруг смоляная река появилась, но не позади, а впереди девочки. И увязли они в этой трясине вдвоем.
Девочка обратилась к ворону, чтобы он передал её родителям о беде и велела им взять железный лом и огонь. Прибежав, отец вбил ломом сестру Йомы в смоляную реку, растопил смолу и вызволил девочку.

## Официальный статус в Республике Коми
6 сентября 2021 года Ёма (Йома) официально нанесена на «Сказочную карту России». Она оказалась первым и единственным персонажем, официально представляющим Республику Коми на волшебном свитке. Резиденция Бабы Ёмы расположилась в городе Печора, в Этнокультурном парке «Бызовая» .